# Pride of Kent
Die Pride of Kent war ein 1992 als Frachtfähre der Reederei P&O Ferries unter dem Namen European Highway in Dienst gestelltes Fährschiff. Sie war von 2003 bis 2023 auf der Strecke von Dover nach Calais im Einsatz. Im Oktober 2023 wurde das Schiff zum Abwracken im türkischen Aliaga verkauft.

## Geschichte
Die European Highway wurde als eines von vier Schwesterschiffen unter der Werftnummer 1077 bei der Schichau Seebeckwerft AG in Bremerhaven gebaut und am 14. Dezember 1991 vom Stapel gelassen. Die Ablieferung an P&O Ferries fand am 12. Juni 1992 statt. Vier Tage später wurde die European Highway auf der Strecke von Dover nach Zeebrugge in Dienst gestellt. Die damalige Kapazität des Schiffes betrug 220 Passagiere.
Im März 1998 wurde das Schiff an die Stena Line verchartert und ab Mai 1999 für kurze Zeit auf der Strecke von Dover nach Calais eingesetzt, ehe es im November 1999 wieder in seinen alten Dienst zurückkehrte.
Im Dezember 2002 wurde die European Highway auf der Lloyd Werft in Bremerhaven zu einer Passagierfähre umgebaut und im April 2003 in Pride of Kent umbenannt. Am 14. Juni 1992 nahm das Schiff den Dienst von Dover nach Calais auf.
Am Vormittag des 10. Dezember 2017 lief die mit 313 Passagieren und Besatzungsmitgliedern besetzte Pride of Kent bei starkem Wind vor Calais auf eine Sandbank und musste mit Schlepperhilfe freigezogen werden. Der Fährbetrieb in Calais wurde hierbei für mehrere Stunden eingestellt, ehe das Schiff am frühen Abend im Hafen festmachen konnte. An der Fähre entstanden beim Vorfall leichte Schäden, die im Trockendock repariert werden mussten.
Seit März 2019 war die zuvor in Dover registrierte Pride of Kent unter der Flagge Zyperns mit Limassol als Heimathafen im Einsatz. Am 4. Juni 2023 beendete das Schiff seine letzte planmäßige Überfahrt nach 31 Jahren Dienstzeit.
Am 14. Juli 2023 wurde die Pride of Kent in Tilbury aufgelegt und später an türkische Schrotthändler verkauft. Am 9. Oktober 2023 machte sich das Schiff auf den Weg nach Aliağa in der Türkei, um dort abgewrackt zu werden. Das Schiff traf am 20. Oktober zum Abbruch ein und wurde drei Tage später auf dem Gelände der Abwrackwerft gestrandet.

## Schwesterschiffe
Die Schwesterschiffe Pride of Canterbury und Pride of Burgundy (2023 abgewrackt) wurden ebenfalls 2002 bis 2003 zu Passagierfähren umgebaut und anschließend auf der Strecke von Dover nach Calais eingesetzt. Die European Seaway ist das einzige Schiff der Klasse, das nicht umgebaut wurde und so maximal 200 Passagiere befördern kann.